# The Best of 1990-2000 (video)
The Best of 1990-2000 è la seconda Video Compilation degli U2, è stata pubblicata nel 2002 in seguito alla raccolta omonima.
A differenza della precedente raccolta è stata distribuita in versione VHS e DVD, la VHS contiene 16 video musicali contenuti nel CD e la versione DVD contiene oltre che i 16 video anche 6 video bonus.

## Tracce
1. Even Better Than the Real Thing
2. Mysterious Ways
3. Beautiful Day
4. Electrical Storm
5. One
6. Miss Sarajevo
7. Stay (Faraway, So Close!)
8. Stuck in a Moment You Can't Get Out Of
9. Gone - dal video PopMart: Live from Mexico City
10. Until the End of the World - da una tappa dello ZooTV Tour
11. The Hands That Built America
12. Discothèque
13. Hold Me, Thrill Me, Kiss Me, Kill Me
14. Staring at the Sun
15. Numb
16. The Fly

### Video Bonus
1. Please
2. If God Will Send His Angels
3. Who's Gonna Ride Your Wild Horses
4. Lemon
5. Last Night on Earth
6. Mofo
7. The Ground Beneath Her Feet